# Rudolf Platte

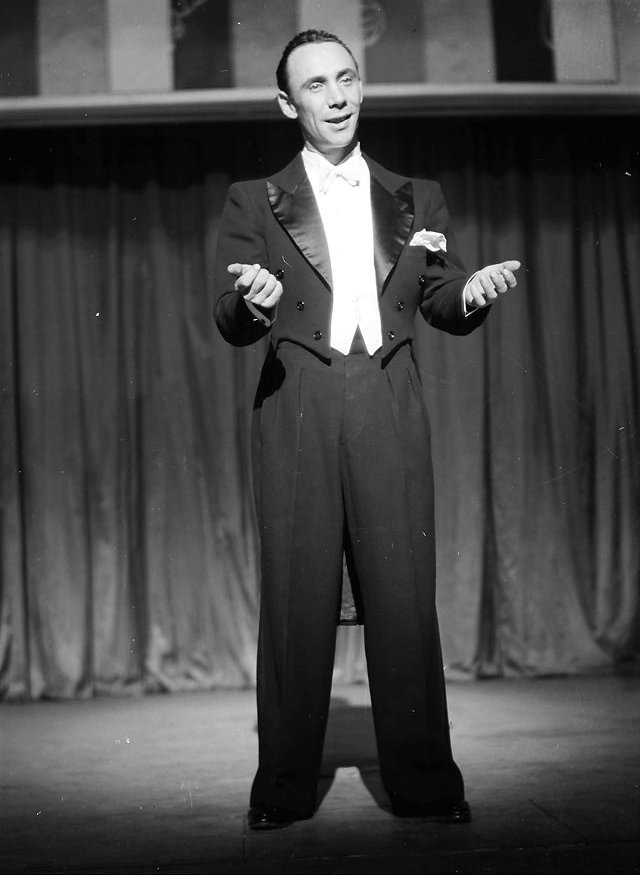
Rudolf Platte im Kabarett der Komiker, 1937

Rudolf Antonius Heinrich Platte (* 12. Februar 1904 in Dortmund-Hörde; † 18. Dezember 1984 in Berlin) war ein deutscher Schauspieler.

## Leben

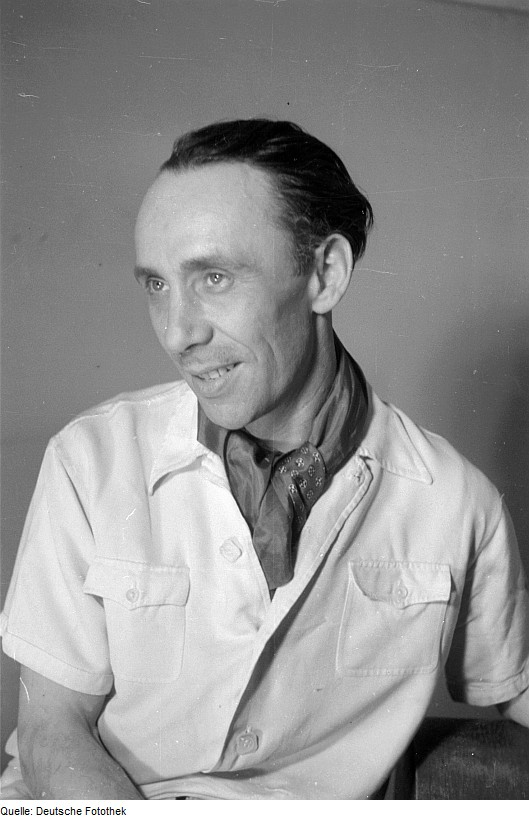
Rudolf Platte 1946 Theater am Schiffbauerdamm

Als Rudolf Platte drei Jahre alt war, zogen seine Eltern mit ihm nach Hildesheim. Der Sohn des Kaufmanns Josef Platte und seiner Frau Karoline verließ 1920 vor dem Abitur das Gymnasium Josephinum Hildesheim und nahm Schauspielunterricht. Rudolf Platte begann als Schauspieler am Theater und gab 1925 sein Debüt als Shylock in Der Kaufmann von Venedig von William Shakespeare an der Freilichtbühne Düsseldorf. Es folgten Engagements in Bad Harzburg, Hildesheim, Hagen, Wuppertal und am Residenztheater Hannover. Einige Zeit verbrachte er am Lobe-Theater in Breslau, wo er auch Regie führte.
1927 gelangte er nach Berlin und leitete dort gemeinsam mit Werner Finck und Hans Deppe das Kabarett Die Katakombe. In den 1930er Jahren trat Platte in Berlin auch in Musikrevuen auf. Durch seinen Auftritt in der Revue Ein Kuss reist um die Welt mit Hilde Seipp und Aribert Mog nach der Musik von Josef Rixner erlangte er auch die Aufmerksamkeit der Medien.
Sein Filmdebüt feierte Platte in dem 1929 gedrehten Stummfilm Revolte im Erziehungshaus. Danach war er im weiteren Verlauf seiner Karriere in mehr als 200 Filmen zu sehen. Darin spielte Platte oft Rollen von verkannten, zurückhaltenden und schüchternen, aber liebevollen Menschen. Fast immer waren es kleine, einfache Leute, die er sozusagen als „Mann von der Straße“ verkörperte.
Von 1940 bis 1944 war er Direktor des Theater in der Behrenstraße und von 1945 bis 1947 leitete er das Theater am Schiffbauerdamm. Als Schauspieler beherrschte Rudolf Platte gleichermaßen tragische wie komödiantische Figuren und spielte sowohl auf der Bühne und ab den 1970er Jahren auch zunehmend im Fernsehen – in Serien wie auch in anspruchsvollen Literaturverfilmungen. Durch seine Rolle des allmählich erblindenden Straßenbahnfahrers in dem Stück Das Fenster zum Flur von Curt Flatow und Horst Pillau, mit der er am Hebbel-Theater in 278 Vorstellungen auftrat, wurde Platte zu einem der beliebtesten Berliner Volksschauspieler.
Rudolf Platte war in erster Ehe von 1931 bis 1936 mit Alice Marie Therese Groebe verheiratet, danach 1942 in zweiter Ehe kurz mit der Schauspielerin Georgia Lind. Von 1942 bis 1953 war die Schauspielerin Marina Ried seine Ehefrau, danach heiratete er erneut Georgia Lind.
Als er 1984 – acht Tage nach seiner Frau – im Alter von 80 Jahren an Herzversagen starb, feierten ihn die Zeitungen als „letzten wirklichen Volksschauspieler“. Das gemeinsame Vermögen von etwa zwei Millionen D-Mark vermachte das kinderlose Paar dem Hermann-Gmeiner-Fonds zur Förderung der SOS-Kinderdörfer.
Rudolf Platte wurde auf dem Friedhof Wilmersdorf in Berlin neben seiner Frau beerdigt. Ihre letzte Ruhestätte ist seit November 2010 ein Ehrengrab des Landes Berlin. Seit dem November 2009 erinnert in Hildesheim eine Gedenktafel an seinem letzten dortigen Wohnsitz an ihn. In seiner Geburtsstadt Dortmund-Hörde ist der Rudolf-Platte-Weg als zentrale Fußgängerzone am Phoenix-See nach ihm benannt. 

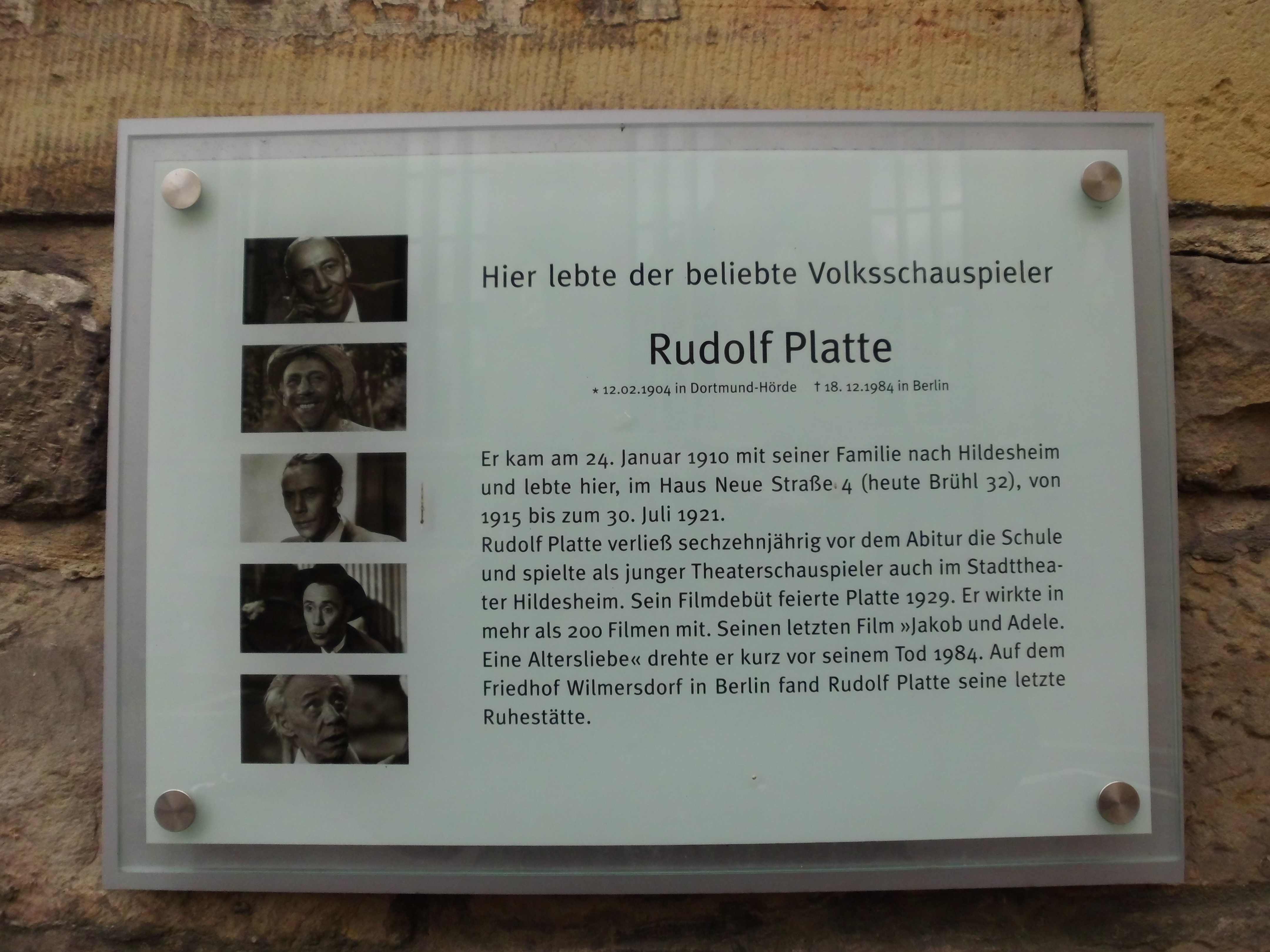
Tafel am ehemaligen Wohnhaus in Hildesheim
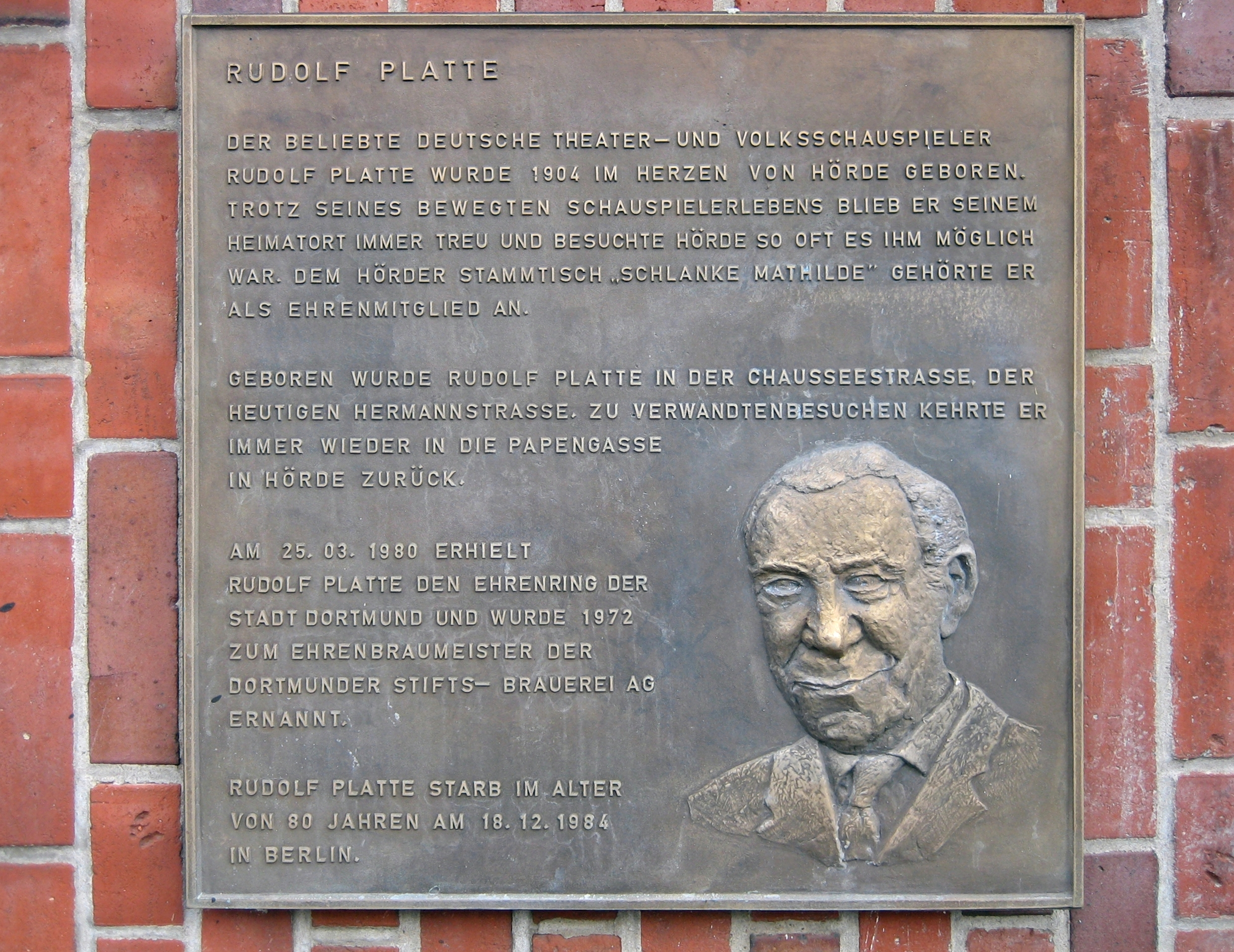
Gedenktafel an der Fassade der ehemaligen Stiftsbrauerei in Hörde
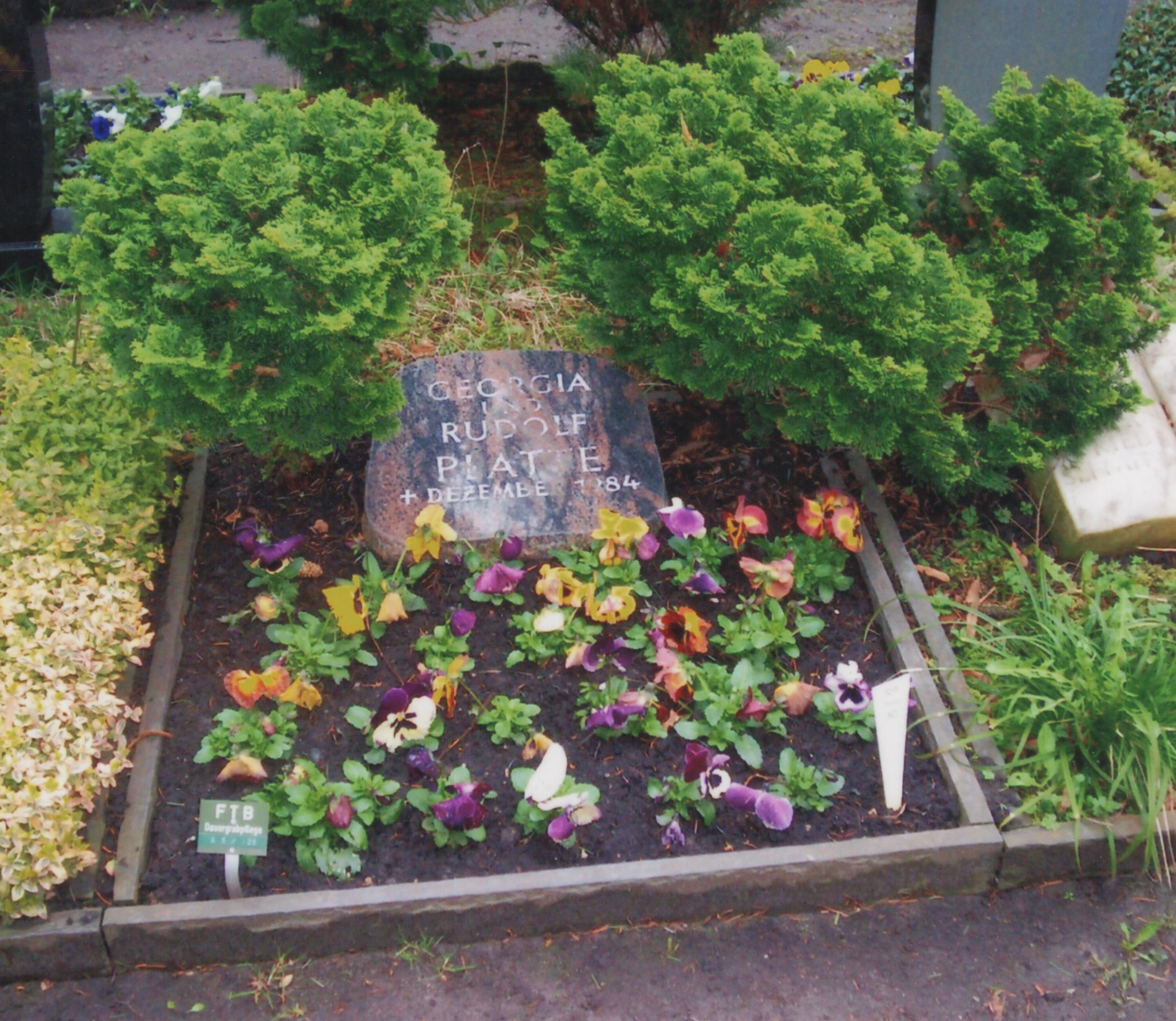
Grabstätte von Rudolf Platte

## Filmografie (Auswahl)
- 1929: Revolte im Erziehungshaus
- 1931: Drei Tage Liebe
- 1931: Der Stolz der 3. Kompanie
- 1932: Hier irrt Schiller (Kurzfilm)
- 1932: F.P.1 antwortet nicht
- 1932: Ich bei Tag und Du bei Nacht
- 1932: Wie sag’ ich’s meinem Mann?
- 1932: Eine Tür geht auf
- 1933: Morgenrot
- 1933: Viktor und Viktoria (1933)
- 1933: Hitlerjunge Quex
- 1933: Keine Angst vor Liebe
- 1934: Der Herr Senator. Die fliegende Ahnfrau
- 1934: Heinz im Mond
- 1934: So ein Flegel
- 1934: Der Meisterboxer
- 1934: Liebe, Tod und Teufel
- 1934: Der Vetter aus Dingsda
- 1934: Pappi
- 1934: Die Liebe siegt
- 1934: Schön ist jeder Tag den Du mir schenkst, Marie Luise
- 1934: Gold
- 1934: Schützenkönig wird der Felix
- 1934: Grüß' mir die Lore noch einmal
- 1934: Was bin ich ohne Dich
- 1935: Einer zuviel an Bord
- 1935: Ich liebe alle Frauen
- 1935: Liebeslied
- 1936: Hans im Glück
- 1936: Donogoo Tonka
- 1936: Blinde Passagiere
- 1936: Flitterwochen
- 1936: Der lustige Witwenball
- 1936: Stjenka Rasin
- 1936: Das Hofkonzert
- 1936: Die Leute mit dem Sonnenstich
- 1937: Autobus S
- 1937: Gasparone
- 1937: Die Kronzeugin
- 1937: Fremdenheim Filoda
- 1937: Wenn Frauen schweigen
- 1937: Wie der Hase läuft
- 1938: Monika - Eine Mutter kämpft um ihr Kind
- 1938: Das Mädchen von gestern Nacht
- 1938: Der Blaufuchs
- 1938: Großalarm
- 1938: Nanu, Sie kennen Korff noch nicht?
- 1938: Diskretion – Ehrensache
- 1938: Frühlingsluft
- 1939: Wer küßt Madeleine?
- 1939: Frau am Steuer
- 1939: Zwölf Minuten nach Zwölf
- 1939: Der singende Tor
- 1939: La casa lontana (italienische Fassung von Der singende Tor)
- 1940: Mädchen im Vorzimmer
- 1940: Die lustigen Vagabunden
- 1940: Meine Tochter tut das nicht
- 1940: Ritorno
- 1940: Traummusik
- 1941: Alarm
- 1941: Blutsbrüderschaft
- 1941: Familienanschluss
- 1941/49: Alles aus Liebe
- 1943: Ein Walzer mit dir
- 1944: Der Meisterdetektiv
- 1949: Kätchen für alles
- 1949: Nach Regen scheint Sonne
- 1950: Dreizehn unter einem Hut
- 1950: Dieser Mann gehört mir
- 1950: Maharadscha wider Willen
- 1950: Absender unbekannt
- 1950: Die Dritte von rechts
- 1950: Wenn Männer schwindeln
- 1950: Der Mann, der sich selber sucht
- 1950: Es begann um Mitternacht
- 1951: Die Frauen des Herrn S.
- 1951: Die verschleierte Maja
- 1951: Engel im Abendkleid
- 1951: Eva im Frack
- 1951: Schön muß man sein
- 1951: Unschuld in tausend Nöten
- 1951: Weh’ dem, der liebt!
- 1951: Wenn die Abendglocken läuten
- 1951: Wildwest in Oberbayern
- 1952: Der Weibertausch
- 1952: Traumschöne Nacht
- 1952: Drei Tage Angst
- 1952: Mein Herz darfst Du nicht fragen
- 1952: Hannerl
- 1952: Man lebt nur einmal
- 1952: Pension Schöller
- 1952: Meine Frau macht Dummheiten
- 1953: Damenwahl
- 1953: Blume von Hawaii
- 1953: Frauen, Filme, Fernsehfunk
- 1953: Fiakermilli – Liebling von Wien (Die Fiakermilli)
- 1953: Hollandmädel
- 1953: Die Junggesellenfalle
- 1953: Liebeskrieg nach Noten
- 1953: Das singende Hotel
- 1954: Die süßesten Früchte
- 1954: Columbus entdeckt Krähwinkel
- 1954: Verliebte Leute
- 1954: Geld aus der Luft
- 1954: Meine Schwester und ich
- 1954: Tanz in der Sonne
- 1954: Die tolle Lola
- 1955: Der falsche Adam
- 1955: Ball im Savoy
- 1955: Liebe, Tanz und 1000 Schlager
- 1955: Mamitschka
- 1955: Musik, Musik und nur Musik
- 1955: Die spanische Fliege
- 1956: Das Bad auf der Tenne
- 1956: Ich und meine Schwiegersöhne
- 1956: Die ganze Welt singt nur Amore
- 1956: Mädchen mit schwachem Gedächtnis
- 1956: Du bist Musik
- 1957: Die Unschuld vom Lande
- 1957: Liebe, Jazz und Übermut
- 1957: Die Zürcher Verlobung
- 1957: Tante Wanda aus Uganda
- 1957: Der müde Theodor
- 1957: Heute blau und morgen blau
- 1957: Das einfache Mädchen
- 1957: Tolle Nacht
- 1957: Es wird alles wieder gut
- 1958: Bühne frei für Marika
- 1958: Der Maulkorb
- 1958: Ihr 106. Geburtstag
- 1958: Wenn die Bombe platzt
- 1958: Lilli – ein Mädchen aus der Großstadt
- 1958: Scala – total verrückt
- 1959: Der Haustyrann
- 1959: La Paloma
- 1959: Melodie und Rhythmus
- 1959: Buddenbrooks
- 1959: Wenn das mein großer Bruder wüßte
- 1959: Salem Aleikum
- 1960: Das kunstseidene Mädchen
- 1960: Marina
- 1960: Willy, der Privatdetektiv
- 1960: Hauptmann, deine Sterne
- 1960: Der Hauptmann von Köpenick
- 1960: Wenn die Heide blüht
- 1961: Immer Ärger mit dem Bett
- 1961: Adieu, Lebewohl, Goodbye
- 1961: So liebt und küßt man in Tirol
- 1961: Ihr schönster Tag
- 1961: Der Mann von drüben
- 1961: Eine hübscher als die andere
- 1962: Der rote Hahn
- 1962: Onkel Harry
- 1962: Frauenarzt Dr. Sibelius
- 1962: Der Vogelhändler
- 1962: Sein bester Freund
- 1962: Verrückt und zugenäht
- 1963: Stahlnetz: Das Haus an der Stör
- 1963: Heimweh nach St. Pauli
- 1963: Der 42. Himmel
- 1964: Herrenpartie
- 1964: Mit besten Empfehlungen
- 1964: Freddy, Tiere, Sensationen
- 1966: Weiß gibt auf
- 1966: Gespenster
- 1967: Das kleine Teehaus
- 1968: Professor Columbus
- 1969: Josefine, das liebestolle Kätzchen
- 1970: Die Herren mit der weißen Weste
- 1971: Das Geld liegt auf der Bank
- 1972: Der Fall Opa (Fernsehfilm)
- 1972: Der Kommissar: Der Tennisplatz
- 1973: Der Raub der Sabinerinnen (Fernsehfilm)
- 1974: Auch ich war nur ein mittelmäßiger Schüler
- 1974: Derrick: Mitternachtsbus
- 1975: Der Kommissar: Der Mord an Dr. Winter
- 1977: Derrick: Offene Rechnung
- 1977: Sanfter Schrecken (Fernsehfilm)
- 1977: Polizeiinspektion 1: Verfolgungswahn
- 1978: Der Alte: Marholms Erben
- 1979: Einzelzimmer (Fernsehfilm)
- 1979: Der Alte: Die Lüge
- 1981: Zurück an den Absender (Fernsehfilm)
- 1982: Der Alte: Eine Frau ist verschwunden
- 1982: Die Sehnsucht der Veronika Voss
- 1982: Benjamin und Rita (Fernsehfilm)
- 1983: Ein Mord liegt auf der Hand (Fernsehfilm)
- 1984: Jakob und Adele: Eine Altersliebe

## Hörspiele
- 1952: Mit zwei Mark fünfzig in der Tasche ... (Regie: Raoul Wolfgang Schnell)
- 1960: Der schönste Tag (Regie: Rolf Purucker)
- 1961: Das Fenster zum Flur
- 1962: Der Hauptmann von Köpenick (nach Carl Zuckmayer, auf LP erschienen)
- 1964: Die Ehre (Regie: Heinz-Günter Stamm)
- 1974: Radio (Regie: Rolf von Goth)
- 1976: Gehen, laufen oder hüpfen (Regie: Ludwig Cremer)
- 1979: Banca Rotta (Regie: Rolf von Goth)

## Auszeichnungen
- 1966: Berliner Kunstpreis für darstellende Kunst für Der Kaiser vom Alexanderplatz
- 1969: Bundesverdienstkreuz 1. Klasse
- 1974: Ernst-Reuter-Plakette in Silber
- 1974: Ehrenmitgliedschaft der Freien Volksbühne Berlin
- 1978: Filmband in Gold für langjähriges und hervorragendes Wirken im deutschen Film
- 1980: Ehrenring der Stadt Dortmund
- 1984: Silbernes Blatt der Dramatiker Union